# Leokadia Zujko
Leokadia Zujko (ur. 9 listopada 1932 w Osmołowszczyźnie, zm. 17 sierpnia 2022 w Jabłonnie Lackiej) – polska zakonnica ze Zgromadzenia Córek Maryi Wspomożycielki, od października 1966 do czerwca 1968 więziona za rozpowszechnianie i przechowywanie maszynopisów Orędzia biskupów polskich do niemieckich oraz prelekcji wicedyrektora Urzędu do Spraw Wyznań do oficerów Sztabu Generalnego Wojska Polskiego w Warszawie na temat Jak walczyć z Kościołem.

## Życiorys

### Młodość i wykształcenie
Była szóstym z siedmiorga dzieci Macieja i Aleksandry z domu Karolczuk. Jej rodzina wyróżniała się religijnością. Dwie siostry Leokadii wstąpiły do salezjanek. W 1951 ukończyła Państwowe Liceum Administracyjno-Gospodarcze i podjęła pracę na stanowisku planistki i sprawozdawczyni w Okręgowym Przedsiębiorstwie Obrotu Zwierzętami w Sokółce.
W 1953, w dniu profesji swojej siostry Jadwigi, poprosiła o przyjęcie do salezjanek, a 28 lutego 1954 w Pogrzebieniu rozpoczęła formację zakonną. Pierwszą profesję złożyła na ręce s. Inspektorki Matyldy Sikorskiej 5 sierpnia 1957.
By przygotować się do pracy katechetycznej we Wrocławiu, wzięła udział w kursie katechetycznym w Rokitnie Wielkopolskim. Gdy w 1958 katechezę wycofano ze szkół państwowych, rozpoczęła studia humanistyczne na Katolickim Uniwersytecie Lubelskim. W 1963 w Pogrzebieniu złożyła śluby wieczyste. Rok później obroniła pracę magisterką z historii.

### Praca i uwięzienie
Od listopada 1964 do października 1967 pracowała w Bibliotece Uniwersyteckiej KUL. 28 października 1966 została aresztowana, osadzona w areszcie śledczym w Lublinie, a 7 kwietnia 1967 skazana przez Sąd Powiatowy w Lublinie na rok i sześć miesięcy więzienia za rozpowszechnianie w wysyłanych listach i przechowywanie przedruków słynnego orędzia biskupów polskich do biskupów niemieckich oraz maszynopisów streszczenia prelekcji wicedyrektora Urzędu do Spraw Wyznań do oficerów Wojska Polskiego w Warszawie pt. Jak walczyć z Kościołem. Wyrok uzasadniano tym, że przechowywała druki zawierające fałszywe wiadomości mogące wyrządzić istotną krzywdę interesom Państwa Polskiego.
Wobec ataku władz państwowo-partyjnych na Kościół, organizowanych przeciw episkopatowi wieców i apeli z hasłem „Nie przebaczamy”, tak motywowała swoje działanie: Tymczasem ludzie najczęściej nawet nie wiedzieli, co było w tym liście. Znali go tylko z kilku wyrwanych z kontekstu słów, które cytowali komuniści. Chciałam, żeby ludzie dowiedzieli się, co tak naprawdę napisali biskupi.
Osadzona kolejno w Lublinie (28 października 1966–10 listopada 1966), Chełmie Lubelskim (10 listopada 1966–7 kwietnia 1967 i 4 kwietnia 1967–17 listopada 1967) oraz Krzywańcu (17 listopada 1967–2 czerwca 1968), długo opierała się zdjęciu habitu. Dopiero naczelnik zakładu w Krzywańcu rozkazał siłą przebrać ją w więzienny strój. Od kwietnia do lipca 1967 ze względu na zły stan zdrowia pozwolono jej na przerwę w odsiadywaniu wyroku. Kontynuowała wówczas pracę w bibliotece KUL.

### Po zakończeniu wyroku
Po wyjściu z więzienia pracowała m.in. jako katechetka we Wrocławiu, Garbowie, Poznaniu, Kielcach, Łodzi i Nowej Rudzie, gdzie w latach 1970–1976 była również przełożoną wspólnoty. W 1982 została delegatką inspektorialną ds. Byłych Wychowanek Salezjańskich i Stowarzyszenia Salezjanów Współpracowników. Od sierpnia do października przebywała w Rzymie na kursie języka włoskiego, a następnie pełniła obowiązki dyrektorki wspólnoty w Katowicach i była wicepostulatorką w pracach przygotowawczych do procesu beatyfikacyjnego Czcigodnej Sługi Bożej Matki Laury Meozzi przy Kurii Katowickiej.
3 kwietnia 1996, po 29 latach od wyroku, Sąd Najwyższy uniewinnił s. Leokadię skazaną w 1967 za przechowywanie druków zawierających fałszywe wiadomości mogące wyrządzić istotną krzywdę interesom Państwa Polskiego.
W latach 1995–2001 pracowała w Poznaniu, następnie w Suwałkach i Sokołowie Podlaskim. Ze względu na pogarszający się stan zdrowia i postępującą demencję od 2010 podejmowała prace domowe na miarę możliwości.
Zmarła w Domu Pomocy Społecznej sióstr albertynek w Jabłonnie Lackiej, w wieku 90 lat i 65 lat profesji zakonnej. Spoczęła na cmentarzu parafialnym w Sokołowie Podlaskim, przy ul. Chopina.